# Litoria longicrus
Litoria longicrus é uma espécie de anfíbio anuros da família Pelodryadidae.
É endêmica da Indonésia e Papua Nova Guiné.

## Descrição
Possui discos dos dedos tão grandes quanto o tímpano; dedos dos pés quase inteiramente palmados na metade externa dos dedos; tubérculos sub-articulares muito fracos. Do focinho à cloaca tem 33 mm.
Superfície dorsal lisa ou finamente areolada; barriga e base da superfície inferior das coxas granuladas; garganta lisa; sem dobra no peito. A coloração é verde acima; laterais, superfície superior das coxas e mãos e pés são incolores, com pontos ou reticulados verdes; há uma faixa branca abaixo do olho até o ângulo da boca, com garganta e barriga brancas.

## Taxonomia
Litoria longicrus faz parte do grupo espécie L. bicolor, que foi criado para acomodar 7 espécies da região que apresentavam características em comum.
Os outros integrantes do grupo são: Litoria cooloolensis e Litoria fallax da Austrália; Litoria bicolor da Austrália e Papua Nova Guiné; Litoria bibonius, Litoria contrastens  e Litoria mystax da Papua Nova Guiné.